# Hadj Mechri
Hadj Mechri (em árabe: حاج مشري) é uma cidade e comuna localizada na província de Laghouat, Argélia. Segundo o censo de 2008, a população total da cidade era de 6 357 habitantes.